# Edwardsia allmanni
Espèce
Edwardsia allmanni est une espèce de la famille des Edwardsiidae.

## Systématique
Le nom valide complet (avec auteur) de ce taxon est Edwardsia allmanni McIntosh, 1865.
Edwardsia allmanni a pour synonymes :
- Edwardisa allmanni
- Edwardsia allmani McIntosh, 1866
- Edwardsiella allmani (M'Intosh, 1866)

## Publication originale
- (en) W. C. M'Intosh, 1866, « Note on two new species of the genus Edwardsia », Proceedings of the Royal Society of Edinburgh, vol. 5, p. 394-395 (lire en ligne).